# Nu griber det godt nok om sig
Nu griber det godt nok om sig er den danske musikgruppe De Nattergales syvende album, der blev indspillet og udgivet i 1995. Albummet blev udgivet efter Uffe Rørbæk Madsens forlod gruppen på grund af tinnitus, og det er således Viggo Sommer  og Carsten Knudsen, der medvirker.

## Trackliste
1. "Han ska' bare lige ha' det regnet ud"
2. "En respektabel mand"
3. "Jazz"
4. "Dengang a var dreng"
5. "Ved Bent og Lisbeths sølvbryllup"
6. "Som æt gang en fugl gad og æde"
7. "Hitmaker 1"
8. "A ska' nok la'være"
9. "Hitmaker 2"
10. "The Selv Swingers"
11. "Hitmaker 3"
12. "Nej hvor ku' han synge"
13. "Langt fra en ordenlig parkingsplads"
14. "Fyraften"

## Komponister
- Viggo Sommer – volkal, bas
- Carsten Knudsen – vokal, guitar, trommer